# Waise Lee
Waise Lee Chi-hung (chinesisch 李子雄, Pinyin Lǐ Zǐxióng, Jyutping Lei5 Zi2hung4, kantonesisch Lee Chi-hung; * 19. Dezember 1959 in Hongkong) ist ein chinesischer Film- und Fernsehschauspieler, der vor allem für seine Darstellungen und Rollen als Bösewicht im Hongkong-Kino bekannt ist.

## Leben
Waise Lee war Schüler und Absolvent des Fernsehsenders TVB, dessen Schule er im Jahr 1982 beendete. Er kommt aus einer Gruppe mit bekannten Darstellern wie Tony Leung Chiu-wai und Francis Ng. Berühmt wurde er als Antagonist Tam Shing an der Seite von Chow Yun-fat, Leslie Cheung und Ti Lung in John Woos Gangsterfilm A Better Tomorrow, der auch im Westen sehr erfolgreich wurde. Seitdem hat Lee in verschiedenen Genre-Filmen mitgewirkt, darunter dem Fantasyfilm A Chinese Ghost Story II (1990), To Be Number One (1991) und Powerful Four (1992). Er spielte auch die Hauptrollen in The Big Heat (1988), Bullet in the Head (1990) und The Cat (1992).
Im Fernsehen spielte er in populären TVB-Serien wie Mind Our Own Business (1993), Cold Blood Warm Heart (1996), Burning Flame (1998) und A Step into the Past (2001) mit, die in ihrer Heimat ein großer Erfolg wurden.

## Privat
Lee hat zweit Mal geheiratet. Von 1993 bis 2004 war er in erster Ehe mit der Hongkonger Sängerin Angela Fong (方曉虹) verheiratet gewesen. Aus dieser Ehe haben sie gemeinsam einen Sohn (李劻霖). Seit 2010 ist er mit der chinesischen Schauspielerin Wang Yaqi (王雅琦) verheiratet, die Hui-chinesischer Abstammung ist. Seit 2018 hat er mit der zweiten Ehefrau Wang Yaqi einen zweiten Sohn (Kyle).

## Filmografie (Auswahl)
- 1986: A Better Tomorrow
- 1988: Gunmen
- 1988: The Big Heat
- 1988: The Diary of a Big Man
- 1990: Bullet in the Head
- 1990: Spy Games (1990) ... Lee
- 1990: A Chinese Ghost Story II
- 1991: Inspector Pink Dragon
- 1991: The Royal Scoundrel
- 1991: Tricky Brains
- 1991: Forbidden Arsenal
- 1991: A Chinese Ghost Story III
- 1991: The Banquet
- 1992: The Cat
- 1992: Swordsman 2
- 1992: Zen of Sword
- 1993: First Shot
- 1993: The Incorruptible
- 1993: Lady Supercop
- 1994: A Taste of Killing and Romance
- 1994: Wing Chun
- 1997: Task Force
- 1998: The Conman
- 1999: Running Out of Time
- 2002: Inner Senses
- 2003: Infernal Affairs III
- 2009: Overheard
- 2011: The Warring States
- 2011: The Count of Destiny
- 2011: Meng Lu
- 2016: Cold War 2
- 2016: Curse of the Demon
- 2016: Escape Route
- 2016: Gaming the King
- 2016: Longmen Robbery
- 2016: Friendship
- 2016: The Voice
- 2016: Cold War 2
- 2016: League of Gods
- 2017: Encounter Evil
- 2017: The War Of Loong
- 2017: Colour of the Game
- 2019: Chen Zhen
- 2019: Fox Spy
- 2019: The Guardian
- 2019: The Campus Arts List of Wulin
- 2020: God of Gambling Gods
- 2020: Chasing the Dragon
- 2021: Master of Thailand Cuisine
- 2021: Anita
- 2021: Kill the Monster
- 2021: Demon Hunter
- 2021: Death Notice
- 2022: Little Dragon Maiden
- 2022: Fierce Cop
- 2022: Deep Sea Mutant Snake

Quelle: Hong Kong Movie Database